# Kinna
För andra betydelser, se Kinna (olika betydelser).

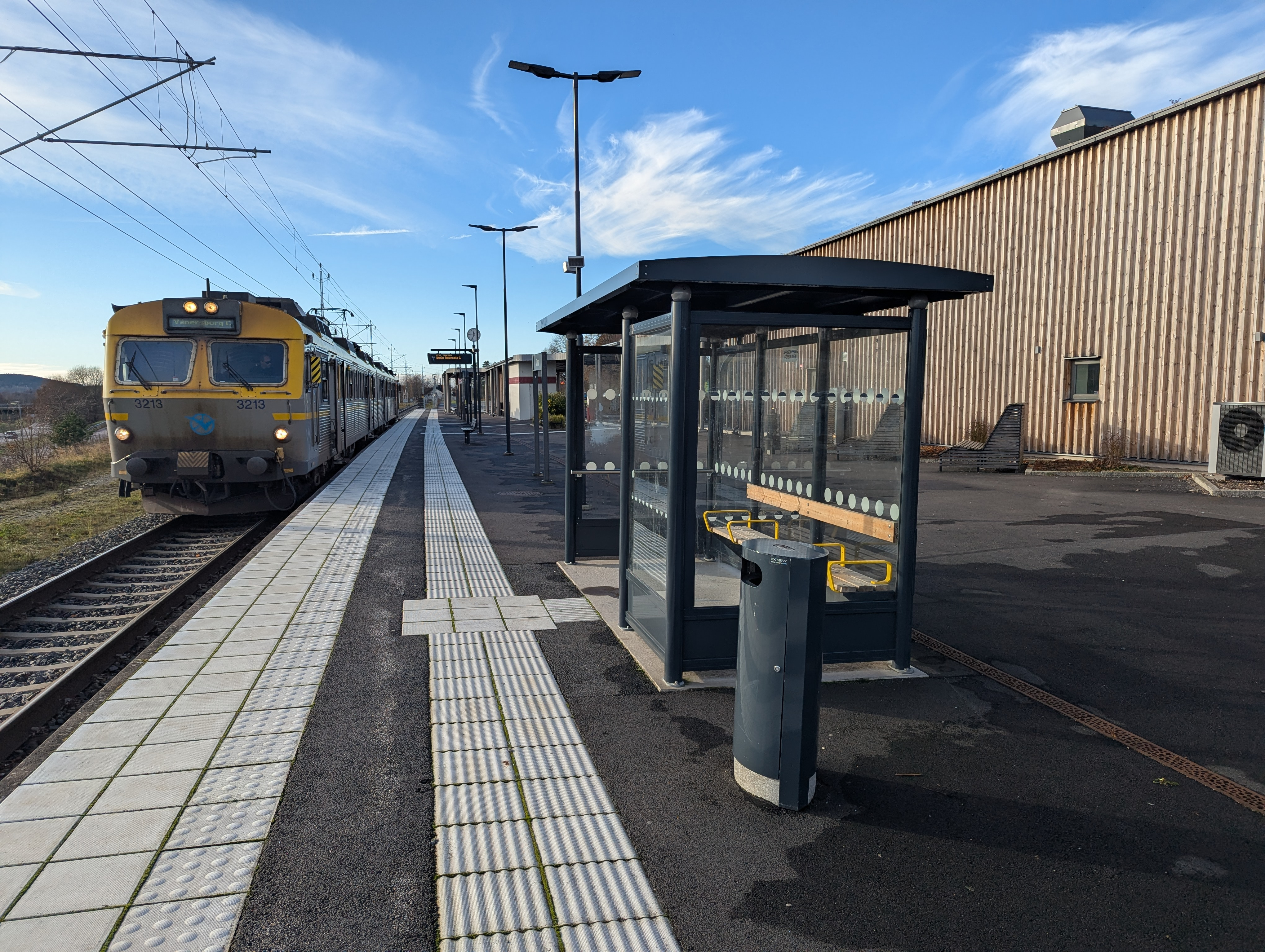
Kinna station

Kinna är en tätort i Västergötland och centralort i Marks kommun, Västra Götalands län, belägen tre mil sydväst om Borås.
Den nuvarande tätorten har uppstått genom att det ursprungliga Kinna har växt ihop med tätorterna Skene och Örby. Orten ligger i Viskadalen och räknas i likhet med resten av Marks kommun till Sjuhäradsbygden.

## Historia

### Administrativa tillhörigheter
Kinna var och är kyrkby i Kinna socken där Kinna landskommun inrättades vid kommunreformen 1862. I landskommunen inrättades 12 december 1924 Kinna municipalsamhälle för orten. 1947 ombildades landskommunen med sitt municipalsamhälle och bildade Kinna köping. 1971 uppgick köpingskommunen i Marks kommun med Kinna som centralort. 1970 växte tätorten ihop med samhällena Skene och Örby som därefter är en del av tätorten.
I kyrkligt hänseende har Kinna alltid hört till Kinna församling. Efter sammanväxten 1970 tillhör även delar Örby-Skene församling (före 1997 benämnt Örby församling)
Judiciellt har orten ingått i samma tingslag och tingsrätter som Kinna socken.

### Befolkningsutveckling
| Befolkningsutvecklingen i Kinna 1960–2020 | Befolkningsutvecklingen i Kinna 1960–2020 | Befolkningsutvecklingen i Kinna 1960–2020 | Befolkningsutvecklingen i Kinna 1960–2020 | Befolkningsutvecklingen i Kinna 1960–2020 |
| --- | ----------------------------------------- | ----------------------------------------- | ----------------------------------------- | ----------------------------------------- |
| |                                           |                                           |                                           |                                           |
| År |                                           |                                           | Folkmängd                                 | Areal (ha)                                |
| 1960 | 1960                                      |                                           | 6 083                                     |                                           |
| 1965 | 1965                                      |                                           | 6 811                                     |                                           |
| 1970 | 1970                                      |                                           | 12 467                                    |                                           |
| 1975 | 1975                                      |                                           | 13 676                                    |                                           |
| 1980 | 1980                                      |                                           | 14 128                                    |                                           |
| 1990 | 1990                                      |                                           | 14 482                                    | 1 374                                     |
| 1995 | 1995                                      |                                           | 14 618                                    | 1 397                                     |
| 2000 | 2000                                      |                                           | 14 364                                    | 1 403                                     |
| 2005 | 2005                                      |                                           | 14 555                                    | 1 411                                     |
| 2010 | 2010                                      |                                           | 14 776                                    | 1 424                                     |
| 2015 | 2015                                      |                                           | 15 019                                    | 1 863                                     |
| 2020 | 2020                                      |                                           | 15 452                                    | 1 941                                     |
| Anm.: Sammanvuxen med tätorterna Skene och Örby 1970 samt småorterna Krok och Västergården 2015. Harpebo och Kinnahult utbrutna 2015, Kinnahult åter del av tätorten 2020. Sammanvuxen med Gullberg 2023 |                                           |                                           |                                           |                                           |

## Industrier
Stor industri på orten är Kasthalls mattfabrik som etablerades 1889 av entreprenören och formgivaren Ludvig Anderson. Företaget sysselsätter idag ett 100-tal medarbetare. I Kinna finns också textilföretaget Ludvig Svensson som grundades 1887 och har 207 anställda.

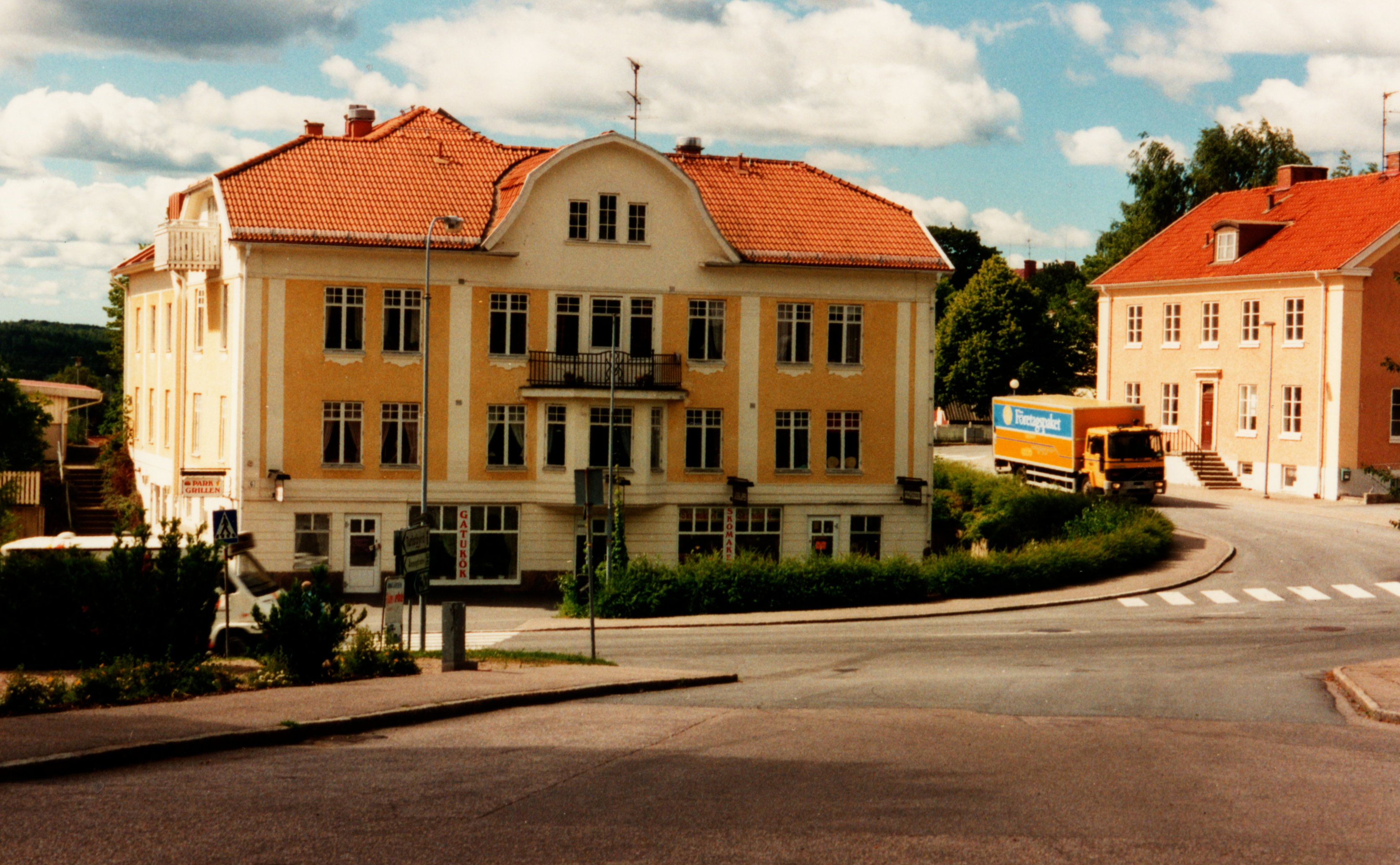
Gamla torget i Kinna, cirka 1986.

## Föreningar
Bland föreningarna i Kinna märks bland annat
- Kinna IF – fotboll, gymnastik
- Basketklubben Marbo – basket
- Kinna AK – brottning, haft flera svenska mästare bland juniorer
- Markbygdens OK – orientering
- Kinnaströms SK – orientering, skidåkning, friidrott
- Kinna Motorklubb – trial, har arrangerat flera VM-deltävlingar samt lag-VM i trial, vunnit lag-SM flera gånger. Klubbens förare har varit både svenska och nordiska mästare i trial.
- Spirit fight center – thaiboxning, MMA och aikido

## Kända personer med anknytning till Kinna
Se även Personer från Kinna
- John Ericsson i Kinna, "Kinna-Ericsson", politiker och tidigare statsråd (s), uppväxt och verksam i Kinna. [9]
- Nina Flack, bowlingspelare, VM-guld 2007 i tremannabowling, uppväxt och verksam i Kinna. [9]
- Jonas Jerebko, basketspelare, förste svensk som blivit draftad till National Basketball Association (NBA), uppväxt i Kinna. [9]
- Claes Västerteg, politiker, tidigare riksdagsledamot (Centerpartiet), uppväxt och verksam i Örby. [9]
- Johan Larsson, fotbollsspelare i IF Elfsborg, uppväxt och verksam i Kinna. [9]
- Gabriella Quevedo, gitarrist, uppväxt i Kinna och verksam internationellt. [9]
- Mor Kerstin i Stämmemand-Kinna, förgrundsgestalt inom svensk bomullsindustri i början av 1800-talet